# Chungju-Stadion
Das Chungju-Stadion ist ein Fußballstadion mit Leichtathletikanlage in der südkoreanischen Stadt Chungju, Provinz Chungcheongbuk-do. Von 2010 bis 2016 trug das Franchise Chungju Hummel FC seine Heimspiele im Chungju-Stadion aus. Der Verein spielte zuletzt (2016) in der K League Challenge, der zweithöchsten Spielklasse Südkoreas.